# 福島町 (浜松市)
福島町（ふくしまちょう）は静岡県浜松市中央区の町名。丁番を持たない単独町名である。住居表示未実施。

## 地理
浜松市中央区の南東部、五島地区の中西部に位置する。東で松島町、西で江之島町、北で西島町と接する。あすなろ幼稚園南周辺の遠州浜海岸も福島町の一部であり飛地となっている。

### 海
- 太平洋（遠州灘）

### 学区
小学校・中学校の学区は以下の通りである。
- 浜松市立南の星小学校
- 浜松市立江南中学校

## 歴史

### 沿革
- 1889年（明治22年）4月1日 - 町村制の施行により、長上郡福島村が周辺の村と合併し、長上郡五島村となる[WEB 8]。旧村名は五島村の大字として残る[書籍 1]。
- 1896年（明治29年）4月1日 - 郡制の施行により、五島村の所属郡が浜名郡に変更となる。
- 1951年（昭和26年）
  - 3月23日 – 五島村が浜松市に編入される。
  - 9月 – 大字福島から福島町へ住所表記を変更する。
- 1972年（昭和47年）1月1日 - 福島町及び西島町の各一部より遠州浜一丁目を新設[WEB 9]。
- 2007年（平成19年）4月1日 - 浜松市が政令指定都市となる。福島町は南区の一部となる。
- 2024年（令和6年）1月1日 - 浜松市の行政区再編により、福島町は中央区の一部となる。

## 施設
- 浜松市五島協働センター
- 浜松市天文台
- 神明神社
- 曹洞宗 圓通山 観音寺

## 交通

### バス
- 遠鉄バス1遠州浜線：（浜松駅 方面 - ）福島 - 福島西（ - 遠州浜四丁目・遠州浜温泉 方面）

### 道路
- 国道150号（掛塚バイパス、遠州大橋通り）
- 静岡県道315号五島天竜川停車場線
- 浜松市道芳川遠州浜線（しん道通り）[WEB 10][WEB 11]
- 浜松市道福島1号線（福島浜道（ペイトン号通り）、西商店街通り）[WEB 10][WEB 12][WEB 11]

## その他

### 警察
警察の管轄区域は以下の通りである。
| 番・番地等 | 警察署       | 交番・駐在所 |
| ---------- | ------------ | ------------ |
| 全域       | 浜松東警察署 | 富屋町交番   |

### 消防
消防の管轄区域は以下の通りである。
| 番・番地等 | 消防署   | 本署/出張所 |
| ---------- | -------- | ----------- |
| 全域       | 南消防署 | 白脇出張所  |

### 書籍
1. ↑  『浜松市史 三』浜松市役所、1980年3月26日、176頁。

### WEB
1. ↑  “h02_22.csv”.   総務省 (2022年2月10日). 2024年8月6日閲覧。
2. ↑  “chuouku_menseki.xlsx”.   浜松市 (2024年3月12日). 2024年8月6日閲覧。
3. ↑  “静岡県 浜松市中央区 福島町の郵便番号 - 日本郵便”.   日本郵便. 2025年2月15日閲覧。
4. ↑  “市外局番の一覧”.   総務省 (2022年3月1日). 2024年8月6日閲覧。
5. ↑  “事業所案内及び管轄地域（事務所3件、分室3件）”.   一般社団法人静岡県自動車会議所. 2024年8月6日閲覧。
6. ↑  “住居表示実施状況／浜松市”.   浜松市 (2024年1月4日). 2024年8月6日閲覧。
7. ↑  “学校名から探す／浜松市”.   浜松市 (2024年1月1日). 2024年8月6日閲覧。
8. ↑  “historyofcities.pdf”.   静岡県総務部合併推進室・財団法人静岡県市町村振興協会. 2024年9月24日閲覧。
9. ↑  “zissizennzi.pdf”.   浜松市 (2024年1月4日). 2024年8月6日閲覧。
10. 1 2  “gotou-map-4p.pdf”.   浜松市五島協働センター (2024年8月5日). 2024年8月6日閲覧。
11. 1 2  “gotou-map-3p.pdf”.   浜松市五島協働センター (2024年8月5日). 2024年8月6日閲覧。
12. ↑  “gotou-map-2p.pdf”.   浜松市五島協働センター (2024年8月5日). 2024年8月6日閲覧。
13. ↑  “富屋町交番｜静岡県警察”.   静岡県警察 (2024年1月1日). 2024年8月6日閲覧。
14. ↑  “消防署の町別管轄「ふ」／浜松市”.   浜松市 (2023年4月3日). 2024年8月6日閲覧。